# W&W
W&W (uttal: [ˈdʌbəljuː ənd ˈdʌbəljuː]) är en nederländsk diskjockey- och producentgrupp inom elektronisk dansmusik. Gruppen bildades 2007 i Breda av Willem van Hanegem ([ˈʋɪ.ləm vɑn ˈɦaː.nə.ˌɣɛm]) (född 1987; son till fotbollsspelaren Willem van Hanegem) och Wardt van der Harst ([ˈʋɑrt fɑn dɛr ˈɦɑrst]) (född 1988). Gruppnamnet är bildat av första bokstaven i deras förnamn.
W&W spelar och producerar musik mestadels inom trance, progressive house och electrohouse. De har gjort den officiella hymnen för A State of Trance 550: Invasion (2011), och för Tomorrowland 2014: Waves (med Dimitri Vegas & Like Mike).

## Diskografi

### Studioalbum
- 2011 – Impact

### Samlingsalbum
- 2010 – Trance World Vol. 10
- 2012 – Mainstage Vol. 1

### Singlar
- 2008 – Mustang
- 2013 – Lift Off
- 2013 – The Code (med Ummet Ozcan)
- 2013 – Jumper (med Hardwell)
- 2014 – Bigfoot
- 2014 – Don't Stop the Madness (med Hardwell och Fatman Scoop)
- 2014 – Waves (Tomorrowland 2014 Anthem) (med Dimitri Vegas & Like Mike)
- 2014 – Shockers
- 2014 – We Control The Sound
- 2015 – Rave After Rave
- 2015 – The One
- 2015 – Bowser
- 2016 – Arcade (med Dimitri Vegas & Like Mike)
- 2016 – How Many
- 2016 – Live The Night (med Hardwell och Lil Jon)
- 2016 – Caribbean Rave
- 2016 – Get Down (med Hardwell)
- 2017 – Whatcha Need
- 2017 – Put Em Up
- 2017 – Chakra (med Vini Vici)
- 2017 – Crowd Control (med Dimitri Vegas & Like Mike)
- 2018 – God Is A Girl (med Groove Coverage)
- 2018 – Supa Dupa Fly 2018
- 2018 – Long Way Down (med Darren Styles och Giin)
- 2018 – Rave Culture
- 2018 – Ready to Rave (med Armin van Buuren)
- 2019 – Ups & Downs (med Nicky Romero)
- 2019 – Khaleesi (med 3 Are Legend)
- 2019 – Tricky Tricky (med Timmy Trumpet, Will Sparks och Sequenza)
- 2020 – Wizard Of The Beats (med Sandro Silva och Zafrir)
- 2020 – Do It For You (med Lucas & Steve)